# Carl Moser (Jurist)
Carl Albert Moser auch Moser-Nef (* 1. Januar 1873 in Altstätten; † 26. März 1961 in St. Gallen; heimatberechtigt in Altstätten) war ein Schweizer Jurist sowie Rechtshistoriker.

## Leben

### Familie und Ausbildung
Der reformiert getaufte Carl Moser, Sohn des Kreiskommandanten Albert Moser und dessen Ehefrau Katharina geborene Kuster, besuchte die Primar- und Realschule in Altstätten, bevor er an die Kantonsschule am Burggraben nach St. Gallen wechselte, dort legte er die eidgenössische Matura ab. Im Anschluss widmete er sich dem Studium der Rechtswissenschaften an der Ludwig-Maximilians-Universität München, der Universität Zürich, der Friedrich-Wilhelms-Universität zu Berlin, der Universität Leipzig und der Universität Bern, dort erwarb er 1898 den akademischen Grad eines Dr. iur.
Carl Moser war mit Alice, der Tochter des Kaufmanns Eduard Nef, verheiratet. Er verstarb im Frühjahr 1961 88-jährig in St. Gallen.

### Beruflicher Werdegang
Carl Moser eröffnete nach seinem Studienabschluss im Jahre 1900 eine Anwaltskanzlei in Altstätten, 1902 wurde er als Bezirksamtsschreiber nach St. Gallen verpflichtet, 1909 wurde er zum ersten Untersuchungsrichter bestellt, 1918 wurde ihm die Leitung des Untersuchungsrichteramts St. Gallen übertragen, 1923 trat er von dieser Funktion zurück. In der Folge wandte Carl Moser sich als Privatgelehrter ausschließlich rechtshistorischen Forschungen zu. 1938 richtete er an der Universität Bern die Moser-Nef-Stiftung für rechtsgeschichtliche Forschungen in der Schweiz, 1940 beim Historischen Verein des Kantons St. Gallen den Moser-Nef-Fonds für rechtshistorische Arbeiten ein. Als sein Hauptwerk gilt die siebenbändige rechtshistorische Abhandlung Die freie Reichsstadt und Republik Sankt Gallen, erschienen zwischen 1931 und 1955 im Orell Füssli Verlag in Zürich.
Carl Moser erhielt 1949 die Ehrendoktorwürde der Hochschule St. Gallen verliehen,  1954 wurde er zum Ehrenbürger von St. Gallen ernannt.

## Weitere Publikationen
- St. Gallische Krisenbilder aus der Zeit des Dreißigjährigen Krieges, in: Schriften des Schweizerischen Gewerbeverbandes, Nr 1., Bürgerhaus Schweizerischer Gewerbeverband, Bern, 1935
- Prof. Dr. Hans Fehr 70jährig, 1944
- Asyl und „Freiheit“ in St. Gallen, Buchdruck H. Tschudy & Co., St. Gallen, 1945
- Währungswirren in der Stadt St.Gallen zur Zeit des Dreissigjährigen Krieges, in: Handel und Industrie im Kanton St. Gallen : Denkschrift zum 75 jährigen Bestehen des Handels- und Industrievereins St. Gallen ; 1875 - 1950, Zollikofer & CO, St. Gallen, 1950, S. 75–88.
- Aus der Entstehungszeit der gesprengten Strafanstalt : ein Beitrag zur Geschichte der sanktgallischen Strafrechtspflege, 1958